# Cancarix-Vulkan
Der Cancarix-Vulkan ist ein erloschener Vulkan bei Cancarix südlich von Hellín in der südostspanischen Provinz Albacete. Er wird aus dem sehr seltenen Lamproitgestein Cancalit aufgebaut. Der gegen Ende des Miozäns tätige Vulkan  gehört zur südostiberischen Vulkanprovinz.

## Vorkommen
Der 2 Kilometer westlich von Cancarix gelegene, 707 msnm erreichende Vulkan überlagert die Antiklinalstruktur der Sierra de las Cabras, in deren jurassische Sedimente das Magma eingedrungen war. Das Vulkangebäude ist stark von der Erosion in Mitleidenschaft gezogen worden. Erhalten ist jetzt ein dicktafeliger Aufbau aus massivem, säulig absondernden Cancalit und ein ihn umgürtender und unterlagernder phreatomagmatischer Brekzienring.

## Geologie
Die den Cancarix-Vulkan unterlagernde Sierra de las Cabras ist eine breite, offene, N 080-streichende Antiklinale, die örtlich auch als Antiklinorium ausgebildet ist. Sie gehört tektonisch zum Präbetikum der betischen Kordillere, der nördlichsten Einheit der Externzone. Die sie aufbauenden Sedimente setzen mit 60 Meter mächtigen, massigen Kalken und Dolomiten des mittleren Jura ein gefolgt von 140 Metern an mergelig-kalkigen Rhythmiten des mittleren Oxfordiums bis unteren Kimmeridgiums und 50 Metern an Onkolithkalken des mittleren bis oberen Kimmeridgiums. Darüber lagern weiße Kalke und Mergel der Kreide sowie Kalkarenite des oberen Miozäns. Alle diese Sedimente wurden von der Faltung betroffen. Im Süden und im Osten des Vulkangebäudes werden die Sedimente der Antiklinale von steilstehenden, N 070 bis N 090 streichenden Abschiebungen durchzogen, die eine teils treppenartige Versetzung der Antiklinale bis maximal 200 Meter nach Süden bewirkten. Es folgen dann diskordant Konglomerate des Pliozäns und Pleistozäns sowie Hangschutt des Quartärs. Im Westen des Vulkans schneiden zwei Nordnordost-streichende Seitenverschiebungen (mit einem Versatz von 100 Meter) die Abschiebungen abrupt ab, so dass der Westteil des Antiklinals störungsfrei ist. Die Störungstektonik erfolgte in etwa zeitgleich mit der 30 Kilometer weiter südwestlich verlaufenden transtensiven, rechtsverschiebenden Socovos-Verwerfung, an der zahlreiche Lamproite aufdrangen. Auch am Cancarix-Vulkan diente eine der verborgenen Abschiebungen im Nordwestteil des Vulkans als Aufstiegsweg des Cancalitmagmas.

## Beschreibung
Das Vulkangebäude wird von einer zylindrischen Bergkuppe mit 900 Meter Durchmesser aufgebaut, welche sich 250 Meter über die umgebenden Talungen heraushebt. Es sitzt auf der Achsenzone des Antiklinoriums und besteht aus 100 Meter mächtiger, massiver Cancalitlava mit säuliger Absonderung. Die senkrecht stehenden Säulen sind durchgehend, biegen aber an der Basis nach außen ab. Im Innern der Lavakuppe sind unter dem Einfluss der Verwitterung Lamproitkugeln mit 0,4 bis 4 Meter Durchmesser entstanden. Die massive Cancalitkuppe wird fast gänzlich von einem phreatomagmatischen Tuffring variierender Mächtigkeit umgürtet, gewöhnlich unter 22 Meter. Im mechanisch inkompetenten Rhythmit steigt die Mächtigkeit jedoch auf 24 Meter an, nimmt aber im Norden und Südwesten bis auf 8 Meter ab, so dass der Lavakörper beinahe den jurassischen Karbonaten aufliegt. Der Tuffring fällt mit 20° bis 30° zum Zentrum hin ein. Der phreatomagmatische Tuffring lässt sich in drei Fazies unterteilen (vom Hangenden zum Liegenden):
- Lavazwischenlagen, generell unter 3 Meter mächtig, weiter unterteilbar in
  - massive Laven
  - gebänderte, blasenreiche Laven
- Geschichtete phreatomagmatische Brekzie mit Lagen im Meterbereich, weiter unterteilbar in
  - von Karbonaten dominierte Lagen
  - von Pyroklasten dominierte Lagen
- Kontaktbrekzie unterschiedlicher Mächtigkeit (17 Meter im Nordwesten, reduziert auf Null im Südosten)

Der Kontakt der Cancalitlava mit den unterlagernden Pyroklastika ist normalerweise eben, kann aber bei starker Selbstbrekziierung der Lava sehr unregelmäßig werden.
Ein kleineres, etwa 100 Meter langes, abgesondertes Vulkanitvorkommen aus Lava und Asche sitzt in der östlichen Verlängerung des südlichen Abschiebungssystems. Es wird von Reolid und Kollegen (2013) als seitlicher Fördergang interpretiert.

## Vulkanologische Entwicklung
Der Cancarix-Vulkan ist ein kleiner Vulkankomplex mit relativ geringem Magmenausstoß. Das an die Oberfläche aufsteigende Magma war daher an einen freien Aufstiegsweg, wie ihn Verwerfungen oder Störungszonen darstellen, angewiesen. Da die Extrusion selber nicht von Störungen betroffen ist, muss sie nach der Bruchtektonik im oberen Miozän erfolgt sein. Es lassen sich hierbei zwei Stadien unterscheiden:
- eine hochgradig explosive Phase
- eine ruhige, emissive Phase.

Die explosive Phase wurde von phreatomagmatischen Eruptionen beherrscht, die durch den Kontakt des Magmas mit dem Grundwasser der verkarsteten, klüftigen Jurasedimente ausgelöst wurden. Die abschließende emissive Phase verfüllte den Explosionskrater mit massiver Cancalitlava und legte sich über den Tuffring. Die Emissionsform ist hierbei noch umstritten, möglicherweise entstand ein Lavasee über dem Krater, ein viskoser Lavapfropfen erscheint aber wesentlich wahrscheinlicher.

## Mineralogie
Der Cancalit des Cancarix-Vulkans führt als vorherrschende Minerale Phlogopit, Sanidin und Enstatit (Orthopyroxen). Neben dem titanreichen Phlogopit, dem eisenreichen Sanidin und dem Enstatit erscheinen ferner die Minerale Olivin (reich an der Komponente Forsterit), Richterit (Amphibol mit Kalium und Titan), idiomorpher, prismatischer Diopsid und Leucit. Ferner nadelförmiger Apatit, Calcit, seltener Ilmenit, Rutil und Geikilit sowie akzessorisch Ägirin, Akmit, Dalyit und Roedderit. Olivin und Chromit können als Xenokristalle vorliegen.

## Chemische Zusammensetzung

### Hauptelemente
| Oxid Gew. % | Cancarix  | Cancarix 74A4 | Normmineral | CIPW-Norm 74A4 |
| ----------- | --------- | ------------- | ----------- | -------------- |
| SiO2        | 56,7      | 55,41         | Q           |                |
| TiO2        | 1,54      | 1,41          | Or          | 48,15          |
| Al2O3       | 9,23      | 8,83          | Ac          | 3,57           |
| Fe2O3       | 4,80(tot) | 1,17          | Ns          | 1,23           |
| FeO         |           | 3,40          | Ks          | 0,80           |
| MnO         | 0,08      | 0,08          | Di          | 8,65           |
| MgO         | 12,1      | 13,59         | En          | 21,20          |
| CaO         | 3,42      | 3,97          | Fs          | 2,44           |
| Na2O        | 0,78      | 1,13          | Mt          |                |
| K2O         | 9,11      | 8,63          | Ilm         | 2,68           |
| P2O5        | 1,14      | 1,35          | Ap          | 3,19           |
| LOI         | 0,26      | 0,82          |             |                |
| K/Na        | 7,67      | 5,03          |             |                |
| K/Al        | 1,07      | 1,06          |             |                |
| (Na + K)/Al | 1,21      | 1,27          |             |                |

Quellen: S. Duggen und Kollegen (2005). Für Analyse 74A4: Wagner, C. und Velde, D. (1986)
Der Cancalit des Cancarix-Vulkans  ist ein ultrapotassisches (K/Na>3), intermediäres Alkaligestein mit peralkalischem Charakter (da (Na+K)/Al>1). Er wird durch sehr hohe Gehalte an MgO und K2O gekennzeichnet, wohingegen Na2O abgereichert ist. Das Auftreten der Normminerale Natriummetasilikat (Ns), Kaliummetasilikat (Ks) und Akmit (Ac) unterstreicht die Peralkalinität des Gesteins.

### Spurenelemente
| Spurenelemente ppm | Cancalit Cancarix-Vulkan |
| ------------------ | ------------------------ |
| Cr                 | 1039                     |
| Ni                 | 151                      |
| Zn                 | 83,0                     |
| Rb                 | 676                      |
| Sr                 | 864                      |
| Zr                 | 768                      |
| Ba                 | 1694                     |
| Ce                 | 293                      |
| Nd                 | 186                      |
| Sm                 | 34,5                     |
| Hf                 | 23,8                     |

Wie bei allen Lamproiten zeigen die Spurenelemente eine Anreicherung der  inkompatiblen Elemente, insbesondere die LILE Rubidium und Strontium, aber auch die HFSE Thorium, Cerium, Zirconium, Hafnium sowie die Seltenen Erden Neodym und Samarium haben erhöhte Werte. Das sechsfach koordinierte Chrom besitzt ebenfalls sehr hohe Konzentrationen.

## Alter

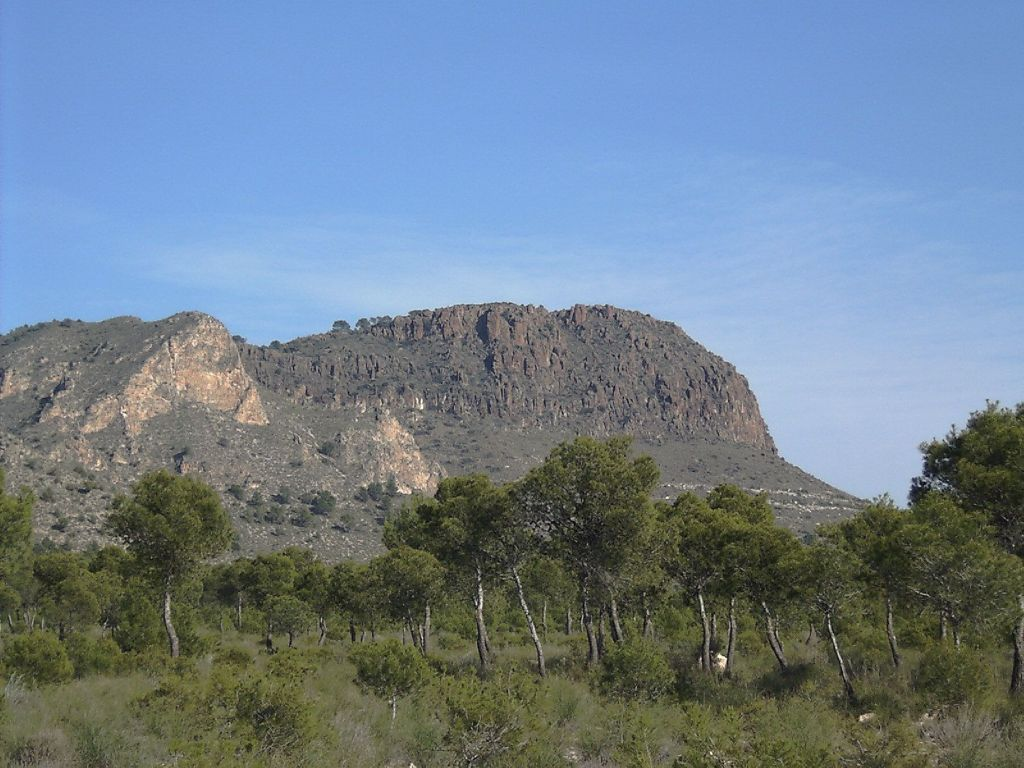
Der Cancarix-Vulkan von Südwesten

Der Cancarix-Vulkan ist von Duggen und Kollegen (2005) auf 7,04 ±0,01 Millionen Jahre BP datiert worden und stammt somit aus dem Messinium.